# Enterprise (Wisconsin)
Enterprise es un pueblo ubicado en el condado de Oneida en el estado estadounidense de Wisconsin. En el Censo de 2010 tenía una población de 315 habitantes y una densidad poblacional de 2,07 personas por km².

## Geografía
Enterprise se encuentra ubicado en las coordenadas 45°29′55″N 89°20′21″O / 45.49861, -89.33917. Según la Oficina del Censo de los Estados Unidos, Enterprise tiene una superficie total de 152.49 km², de la cual 146.13 km² corresponden a tierra firme y (4.17%) 6.36 km² es agua.

## Demografía
Según el censo de 2010, había 315 personas residiendo en Enterprise. La densidad de población era de 2,07 hab./km². De los 315 habitantes, Enterprise estaba compuesto por el 99.05% blancos, el 0% eran afroamericanos, el 0.63% eran amerindios, el 0% eran asiáticos, el 0% eran isleños del Pacífico, el 0.32% eran de otras razas y el 0% pertenecían a dos o más razas. Del total de la población el 0.32% eran hispanos o latinos de cualquier raza.